# Élections territoriales de 2022 à Saint-Martin
Les élections territoriales de 2022 à Saint-Martin ont lieu les 20 et 27 mars 2022 afin de renouveler les vingt-six membres du conseil territorial de la collectivité d'outre-mer française de Saint-Martin. 
Saint-Pierre-et-Miquelon, Wallis-et-Futuna et Saint-Barthélemy sont également appelés simultanément aux urnes pour élire leurs nouveaux conseils territoriaux.
Allié à la liste Alternative, le Rassemblement saint-martinois de Louis Mussington arrive en tête au second tour, devant la liste de l'Union pour la démocratie du président du conseil sortant, Daniel Gibbs.

## Contexte
Les élections territoriales de mars 2017 sont remportées par la liste Team Gibbs 2017 menée par Daniel Gibbs, député Les Républicains de Saint-Martin et Saint-Barthélémy, qui réunit au second tour près de deux tiers des suffrages exprimés. 
Il s'agit alors d'une alternance, la liste de la présidente sortante du conseil territorial, Aline Hanson, échouant à se qualifier pour le second tour. Hanson est notamment victime de la concurrence d'une de ses adjointes, Jeanne Rogers Vanterpool, à la tête d'une liste dissidente ainsi que de celle d'Alain Richardson, à la tête du territoire après les précédentes élections avant que ses comptes de campagnes ne soient annulés.
Au second tour, la liste Team Gibbs 2017 l'emporte largement, favorisé par l'incapacité de ses deux concurrent, Louis Mussington et Alain Richardson, à s'entendre pour fusionner leur listes faute d'accord sur celui devant en prendre la tête. Louis Mussington bénéficie cependant du ralliement de la liste de Jules Charville, qui ne peut se maintenir seul mais fusionne avec la sienne.

## Mode de scrutin
Le Conseil territorial de Saint-Martin est composé de 23 sièges pourvus pour cinq ans selon un système mixte à finalité majoritaire : il s'agit d'un scrutin proportionnel plurinominal combiné à une prime majoritaire d'un tiers des sièges attribuée à la liste arrivée en tête, si besoin en deux tours de scrutin. Les électeurs votent pour une liste fermée de 26 candidats, sans panachage ni vote préférentiel. Les listes doivent respecter la parité en comportant alternativement un candidat de chaque sexe. 
Au premier tour, la liste ayant obtenu la majorité absolue des suffrages exprimés et un nombre de suffrages égal au quart des électeurs inscrits remporte la prime majoritaire, soit huit sièges. Les sièges restants sont alors répartis à la proportionnelle selon la règle de la plus forte
moyenne entre toutes les listes, y compris celle arrivée en tête. 
Si aucune liste n'a recueilli la majorité absolue, un second tour est organisé entre toutes les listes ayant obtenu au moins 10 % des suffrages exprimés au premier tour. Les listes ayant obtenu au moins 5 % peuvent néanmoins fusionner avec les listes pouvant se maintenir. Si une seule voire aucune liste n'a atteint le seuil requis de 10 %, les deux listes arrivées en tête au premier tour sont qualifiées d'office. Après dépouillement des suffrages, la répartition des sièges se fait selon les mêmes règles qu'au premier tour, les seules différences étant que la prime majoritaire est attribuée à la liste arrivée en tête qu'elle ait obtenu ou non la majorité absolue et 25 % des inscrits, et que la répartition des sièges n'a lieu qu'entre les partis en lice au second tour,,.

## Campagne
Courant février 2022, Daniel Gibbs annonce se porter candidat à sa réélection, à nouveau sous la bannière de l'Union pour la démocratie, qui forme la liste Team Gibbs 2022.
Cinq autres listes sont en lice, : 
- Avenir Saint-Martin conduite par Yawo Nyuiadzi
- Alternative 2022 conduite par Valérie Damaseau
- Rassemblement saint-martinois conduite par Louis Mussington
- Saint-Martin avec vous conduite par Jacques Hamlet
- Génération Hope 2022 conduite par Jules Charville

Une septième liste est initialement déposée : Social Sxm Power, conduite par Julien Duclos,. Celle ci est cependant invalidée par la préfecture, ses candidats n'ayant pas correctement rempli leur déclaration de candidatures ni produit de justificatif d'identité comme exigé par le code électoral,.

## Résultats
|                          |                               |                          |              |              |             |             |        |               |
| Listes                   | Listes                        | Têtes de liste           | Premier tour | Premier tour | Second tour | Second tour | Sièges | +/-           |
| Listes                   | Listes                        | Têtes de liste           | Voix         | %            | Voix        | %           | Sièges | +/-           |
|                          | Rassemblement saint-martinois | Louis Mussington         | 2 126        | 25,38        | 4 742       | 49,11       | 16     | 11            |
|                          | Alternative                   | Valérie Damaseau         | 934          | 11,15        | 4 742       | 49,11       | 16     | 11            |
|                          | Union pour la démocratie      | Daniel Gibbs             | 2 071        | 24,72        | 3 216       | 33,31       | 5      | 13            |
|                          | Generation Hope               | Jules Charville          | 1 465        | 17,49        | 1 698       | 17,58       | 2      | 2             |
|                          | Saint-Martin avec vous        | Jacques Hamlet           | 1 155        | 13,79        | 1 698       | 17,58       | 2      | 2             |
|                          | Avenir Saint-Martin           | Yawo Nyuiadzi            | 626          | 7,47         | 1 698       | 17,58       | 2      | 2             |
|                          |                               |                          |              |              |             |             |        |               |
| Suffrages exprimés       | Suffrages exprimés            | Suffrages exprimés       | 8 377        | 95,97        | 9 656       | 97,31       |        |               |
| Votes blancs ou nuls     | Votes blancs ou nuls          | Votes blancs ou nuls     | 352          | 4,03         | 267         | 2,69        |        |               |
| Total                    | Total                         | Total                    | 8 729        | 100,00       | 9 923       | 100,00      | 23     | en stagnation |
| Abstention               | Abstention                    | Abstention               | 10 233       | 53,97        | 9 074       | 47,77       |        |               |
| Inscrits / Participation | Inscrits / Participation      | Inscrits / Participation | 18 962       | 46,03        | 18 997      | 52,23       |        |               |

## Analyse
Comme attendu, les élections sont très disputées, cinq des six listes parvenant à se qualifier pour le second tour. Ce dernier s'avère nécessaire, aucune des listes n'étant parvenu à remporter la majorité absolue des suffrages exprimés au premier tour. Le Rassemblement saint-martinois de Louis Mussington arrive finalement en tête, devant la liste du président du conseil sortant, Daniel Gibbs.